# Leanne Wong
Pour les articles homonymes, voir Wong.
Leanne Wong, née le 20 septembre 2003 à Kansas City, est une gymnaste artistique américaine.

## Carrière
Leanne Wong est médaillée d'or par équipes ainsi qu'aux barres asymétriques aux Jeux panaméricains de 2019. Elle est ensuite médaillée d'argent au concours général individuel et médaillée de bronze au sol aux Championnats du monde de gymnastique artistique 2021,.
Elle remporte la médaille d'or par équipe aux Championnats du monde de gymnastique artistique 2022, et aux Championnats du monde de gymnastique artistique 2023. À ces mêmes championnats, elle finit 7e au saut de cheval.